# Steve Grossman

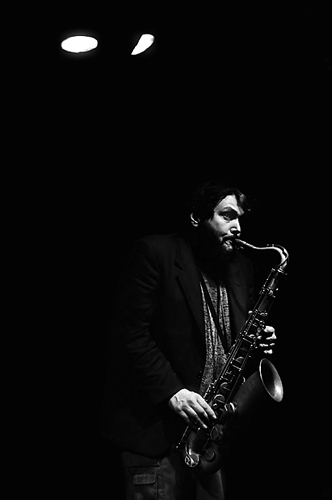
Steve Grossman 2004

Steve Grossman (* 18. Januar 1951 in Brooklyn in New York City; † 13. August 2020 in Glen Cove, New York) war ein amerikanischer Jazzmusiker (Saxophon), der zunächst als einer der besten Saxophonisten (so Dave Liebman) galt.

## Leben und Wirken
Grossman lernte mit acht Jahren Altsaxophon (wobei er von seinem Bruder Hal unterrichtet wurde), mit 16 Jahren Sopransaxophon und ein Jahr auch Tenorsaxophon. Nachdem Grossman bereits im Alter von sechzehn Jahren kurze Zeit mit Elvin Jones aufgetreten war, begann seine professionelle Laufbahn, als er 1969 Nachfolger von Wayne Shorter in der Fusionband von Miles Davis wurde und trat mit ihm 1970 im Fillmore West auf, zu hören auf dem 1977 erschienenen Album Black Beauty: Miles Davis at Fillmore West. Er arbeitete 1971 mit Lonnie Liston Smith und war dann bis 1973 Mitglied in der Band von Elvin Jones. Mitte der 1970er Jahre war er Mitglied von Gene Perlas Band Stone Alliance. 
Seitdem war er als Leiter eigener Bands aktiv und konzentrierte sich auf den Postbop und das Tenorsaxophon. Seit Ende der 1970er Jahre lebte Grossman überwiegend in Frankreich und Italien. 2009 kehrte er wieder in die USA zurück. Mit Damon Brown und Yutaka Shiina tourte er 2012 durch Großbritannien. Im Bereich des Jazz war er laut Tom Lord zwischen 1968 und 2013 an 121 Aufnahmesessions beteiligt, zuletzt mit dem Martin Sasse Trio (Take the "D" Train).

## Diskographie
- Some Shapes to Come mit Don Alias, Jan Hammer, Gene Perla, 1973 (auch als The Bible, ed. 2006)
- Born at the Same Time mit Patrice Caratini, Michel Graillier, Daniel Humair, 1977
- Way Out East Vol 1 und 2 mit Joony Booth und Joe Chambers, 1984
- Hold the Line mit Joony Booth, Hugh Lawson, Masahiro Yoshida, 1984
- Love Is the Thing mit Billy Higgins, Cedar Walton, David Williams, 1985
- Steve Grossman Quartet Vol 1 und 2, 1985
- Standards mit Walter Booker, Fred Henke, Masahiro Yoshida, 1985
- Katonah mit Takehiro Honda, Hideo Kawahara, Yasushi Yoneki, Masahiro Yoshida, 1986
- Bouncing with Mr. A.T., Steve Grossman Trio mit Tyler Mitchell und Art Taylor, 1989
- Moon Train, 1990
- Relections mit Alby Cullaz, Simon Goubert, 1990
- My Second Prime mit Charles Bellonzi, Fred Henke, 1990
- Live: Cafe Praga mit Charles Bellonzi, Fred Henke, Gilbert Rovère, 1990
- Do It mit Barry Harris, Reggie Johnson, Art Taylor, 1991
- In New York mit Avery Sharpe, Art Taylor, McCoy Tyner, 1991
- I’m Confessin’ mit Jimmy Cobb, Fred Henke, Reggie Johnson, Harold Land, 1992 (ed. 2006)
- Time to Smile mit Tom Harrell, Elvin Jones, Cecil McBee, Willie Pickens, 1993
- Small Hotel mit Billy Higgins, Cedar Walton, David Williams, 1993
- Steve Grossman Quartet with Michel Petrucciani mit Joe Farnsworth, Andy McKee, Michel Petrucciani, 1998
- Johnny Griffin & Steve Grossman Quintet, 2001
- Terre Firma, 2006